# 李張美
李張美（韓語：이장미，1994年8月25日—）是韓国女子羽毛球運動員，2017年亞洲羽毛球錦標賽季軍及2017年夏季世界大學運動會羽球比賽女單銀牌，並於2017年隨韓國隊獲得蘇迪曼盃冠軍。

## 簡歷
2012年，李張美參加千葉縣舉行的世界青年羽毛球錦標賽，奪得混合團體季軍。
2015年1月，李張美出戰泰國羽毛球國際挑戰賽，在準决赛中以1比2 （21-18、11-21、13-21）不敌赛会3号种子、队友的金效旻。同年10月，她出戰中華台北羽毛球大獎賽，在决赛中以2比0 （21-16、21-16）击败了赛会头号种子、同胞的金效旻，首次赢得大奖赛的冠军。
2016年12月，李張美出戰韓國羽毛球大師賽，在决赛中以0比2 （8-21、10-21）不敌赛会头号种子、一姐的成池鉉。
2017年3月，李張美出戰大阪羽毛球國際挑戰賽，在决赛中以0比2 （16-21、18-21）不敌日本的高橋沙也加。同年7月，她出戰美國羽毛球黃金大獎賽，在準决赛中以1比2 （21-14、26-28、19-21）不敌赛会3号种子、日本的大堀彩。

### 2017年 亚锦赛季軍
2017年4月，李張美代表韓國參加亞洲羽毛球錦標賽女子單打項目，以黑馬姿態先後在首輪及次圈擊敗日本的奧原希望和中國的孫瑜，最終在準決賽以0比2（8-21、16-21）不敵大會頭號種子臺灣的戴資穎，獲得季軍。

## 主要比賽成績
只列出曾進入準決賽的國際賽事成績：
| 年份   | 賽事                     | 公開賽級別 | 項目     | 成績   |
| ------ | ------------------------ | ---------- | -------- | ------ |
| 2012年 | 亞洲青年羽毛球錦標賽     | 其他       | 混合團體 | 季軍   |
| 2012年 | 世界青年羽毛球錦標賽     | 其他       | 混合團體 | 季軍   |
| 2015年 | 泰國羽毛球國際挑戰賽     | 國際挑戰賽 | 女子單打 | 準決賽 |
| 2015年 | 中華台北羽毛球大獎賽     | 大獎賽     | 女子單打 | 冠軍   |
| 2016年 | 亞洲羽毛球團體錦標賽     | 其他       | 女子團體 | 季軍   |
| 2016年 | 優霸盃                   | 其他       | 女子團體 | 亞軍   |
| 2016年 | 韓國羽毛球大師賽         | 大獎賽     | 女子單打 | 亞軍   |
| 2017年 | 大阪羽毛球國際挑戰賽     | 國際挑戰賽 | 女子單打 | 亞軍   |
| 2017年 | 亞洲羽毛球錦標賽         | 其他       | 女子單打 | 季軍   |
| 2017年 | 蘇迪曼盃                 | 其他       | 混合團體 | 冠軍   |
| 2017年 | 美國羽毛球黃金大獎賽     | 黃金大獎賽 | 女子單打 | 準決賽 |
| 2017年 | 世界大學運動會羽毛球比賽 | 其他       | 女子單打 | 銀牌   |
| 2017年 | 韓國羽毛球大師賽         | 大獎賽     | 女子單打 | 亞軍   |
| 2018年 | 亞洲羽毛球團體錦標賽     | 其他       | 女子團體 | 季軍   |
| 2018年 | 優霸盃                   | 其他       | 女子團體 | 季軍   |

| 2007-2017年 | 首要超級賽 | 超級賽 | 黃金大獎賽 | 大獎賽 | 國際挑戰賽 | 國際系列賽 | 未來系列賽 | 其他 |

| 2018-2026年 | 總決賽 | 超級1000賽 | 超級750賽 | 超級500賽 | 超級300賽 | 超級100賽 | 國際挑戰賽 | 國際系列賽 | 未來系列賽 | 其他 |

### 世界冠軍頭銜
李張美在羽毛球生涯中共奪得1項羽毛球世界冠軍頭銜。
| 賽事     | 奪冠次數 | 年份               |
| -------- | -------- | ------------------ |
| 蘇迪曼盃 | 1        | 2017年（混合團體） |
| 總計     | 1        |                    |